# Coupe du monde de saut à ski 1992-1993
Navigation
Édition précédente Édition suivante
L'édition 1992/1993 de la coupe du monde de saut à ski est une compétition sportive internationale rassemblant les meilleurs athlètes mondiaux pratiquant le saut à ski. Elle s'est déroulée entre le 5 décembre 1992 et le 28 mars 1993 et a été remportée par l'Autrichien Andreas Goldberger suivi du Tchèque Jaroslav Sakala et du Japonais Noriaki Kasai.

## Classement général
| Rang | Nom                | Pays               | Points |
| ---- | ------------------ | ------------------ | ------ |
| 1    | Andreas Goldberger | Autriche           | 206    |
| 2    | Jaroslav Sakala    | République tchèque | 185    |
| 3    | Noriaki Kasai      | Japon              | 172    |
| 4    | Werner Rathmayr    | Autriche           | 171    |
| 5    | Espen Bredesen     | Norvège            | 151    |
| 6    | Christof Duffner   | Allemagne          | 121    |
| 7    | Didier Mollard     | France             | 114    |
| 8    | Stefan Horngacher  | Autriche           | 78     |
| 9    | Werner Haim        | Autriche           | 71     |
| 10   | Bjørn Myrbakken    | Norvège            | 63     |

## Résultats
| Date             | Lieu                   | Vainqueur                                                                           | Deuxième                                                                        | Troisième                                                               |
| ---------------- | ---------------------- | ----------------------------------------------------------------------------------- | ------------------------------------------------------------------------------- | ----------------------------------------------------------------------- |
| 5 décembre 1992  | Falun                  | Werner Rathmayr                                                                     | Urban Franc                                                                     | Heinz Kuttin                                                            |
| 6 décembre 1992  | Falun                  | Werner Rathmayr                                                                     | Lasse Ottesen Andreas Goldberger                                                | -                                                                       |
| 13 décembre 1992 | Ruhpolding             | Stephan Zünd                                                                        | Werner Rathmayr                                                                 | Didier Mollard                                                          |
| 19 décembre 1992 | Sapporo                | Martin Hoellwarth                                                                   | Werner Rathmayr                                                                 | Steve Delaup                                                            |
| 20 décembre 1992 | Sapporo                | Akira Higashi                                                                       | Werner Rathmayr                                                                 | Bjørn Myrbakken                                                         |
| 28 décembre 1992 | Oberstdorf             | Christof Duffner                                                                    | Andreas Goldberger                                                              | Noriaki Kasai                                                           |
| 1er janvier 1993 | Garmisch-Partenkirchen | Noriaki Kasai                                                                       | Jens Weißflog                                                                   | Andreas Goldberger                                                      |
| 3 janvier 1993   | Innsbruck              | Andreas Goldberger                                                                  | Jaroslav Sakala                                                                 | Noriaki Kasai                                                           |
| 6 janvier 1993   | Bischofshofen          | Andreas Goldberger                                                                  | Noriaki Kasai                                                                   | Didier Mollard                                                          |
| 23 janvier 1993  | Predazzo               | Noriaki Kasai                                                                       | Franci Petek                                                                    | Yuji Ashimoto                                                           |
| 24 janvier 1993  | Predazzo               | Autriche - Stefan Horngacher - Ernst Vettori - Werner Rathmayr - Andreas Goldberger | Allemagne - Christof Duffner - Gerd Siegmund - Dieter Thoma - Jens Weißflog     | Japon - Yuji Ashimoto - Akira Higashi - Masahiko Harada - Noriaki Kasai |
| 30 janvier 1993  | Bad Mitterndorf        | Jaroslav Sakala                                                                     | Werner Haim                                                                     | Andreas Goldberger                                                      |
| 31 janvier 1993  | Bad Mitterndorf        | Jaroslav Sakala                                                                     | Didier Mollard                                                                  | Andreas Goldberger                                                      |
| 6 mars 1993      | Lahti                  | Noriaki Kasai                                                                       | Jaroslav Sakala                                                                 | Jiří Parma                                                              |
| 7 mars 1993      | Lahti                  | Ivan Lunardi                                                                        | Stefan Horngacher                                                               | Espen Bredesen                                                          |
| 11 mars 1993     | Lillehammer            | Espen Bredesen                                                                      | Takanobu Okabe                                                                  | Andreas Goldberger                                                      |
| 14 mars 1993     | Oslo                   | Espen Bredesen                                                                      | Didier Mollard                                                                  | Jaroslav Sakala                                                         |
| 27 mars 1993     | Planica                | Japon - Takanobu Okabe - Naoki Yasuzaki - Masahiko Harada - Noriaki Kasai           | Norvège - Roar Ljoekelsoey - Bjørn Myrbakken - Helge Brendryen - Espen Bredesen | Slovénie - Robert Meglič - Matjaz Zupan - Urban Franc - Samo Gostisa    |
| 28 mars 1993     | Planica                | Espen Bredesen                                                                      | Andreas Goldberger                                                              | Christof Duffner                                                        |

## Liens & Source
Résultats Officiels FIS